# 根治的前立腺摘除術
根治的前立腺摘除術（こんじてきぜんりつせんてきじょじゅつ）は、前立腺癌の治療法（手術療法）の名称=術式である。
早期前立腺癌に対して行われる。通常は前立腺特異抗原1桁、75歳以下、画像上他の部位（リンパ節、骨）などに転移がない症例に対し行われる。平均手術時間は3 - 4時間、500 - 1,000mlの出血がある。下腹部（臍から恥骨）あたりに切開を加える。主な術後合併症は勃起不全、尿失禁などである。